# 三立綜合台
三立綜合台（原名：創意頻道），為臺灣三立電視旗下頻道之一，為三立電視第一個高畫質頻道。主要播放節目類型為電視劇、綜藝、旅遊、飲食等等，本頻道與三立電視其他頻道共用節目播出。

## 歷史
- 2012年6月1日，三立電視創意TV正式在中華電信MOD第85頻道開播。
- 2012年11月5日，創意TV更名為三立綜合台。
- 2015年8月1日，三立綜合台正式以HD高畫質播出，鏡面和台標維持不變。
- 2015年12月15日，三立綜合台官網更新。
- 2016年7月1日，三立綜合台頻道號碼從85改為26。
- 2017年11月1日，三立綜合台頻道號碼因MOD政策調整，從26改為301。

## 節目構成
三立綜合台的現階段節目以首播三立都會台為主，三立台灣台與三立新聞台為輔。

### 現今節目列表
戲劇節目
- 阿榮與阿玉
- 新戲說台灣

料理節目
- 型男大主廚

旅遊節目
- 愛玩客系列
- 旅行東西軍

綜藝節目
- 國光幫幫忙（2018年3月9日起播出）
- 綜藝大熱門
- 綜藝玩很大
- 綜藝玩很大明星限定（2018年3月9日起播出）
- 新完全娛樂（2018年3月9日起播出）
- 全明星運動會（2021年3月13日起播出）
- 寶島漁很大

專題節目
- 消失的國界
- 台灣亮起來
- 呂讀台灣
- 我們一家人+

資訊節目
- 婆媳當家
- 阿姐萬歲
- 辣個女生

### 已下檔節目
平日八點檔（華人電視劇）
- 女人30情定水舞間
- 媽咪的男朋友
- 幸福選擇題
- 幸福兌換券
- 我的寶貝四千金
- 有愛一家人
- 好想談戀愛
- 軍官·情人
- 戀愛鄰距離
- 大人情歌
- 我的極品男友
- 獨家保鑣
- 只為你停留
- 真情之家
- 犀利人妻
- 兩個爸爸
- 必勝大丈夫
- 廢財闖天關

週六八點檔
- 我的愛情不平凡
- 極品絕配
- 飛魚高校生
- 狼王子
- 月村歡迎你
- 網紅的瘋狂世界
- 跟鯊魚接吻

週五十點檔（已取消）
- 姊的時代
- 三明治女孩的逆襲
- 高校英雄傳
- 我的未來男友
- 你有念大學嗎？
- 後菜鳥的燦爛時代
- 他看她的第2眼
- 用九柑仔店

週日十點檔（已取消）
- 真愛黑白配
- 回到愛以前
- 愛上兩個我
- 再說一次我願意
- 聽見幸福
- 莫非，這就是愛情
- 他看她的第2眼
- 愛上哥們
- 螺絲小姐要出嫁
- 已讀不回的戀人
- 浪漫輸給你

其他時段戲劇節目
- 喜歡·一個人

旅遊節目（原世界地理雜誌）
- 玩客瘋高雄

綜藝節目
- 街角遇到wow
- 超級偶像
- 爆米花電影院
- 超級紅人榜（2015/8/9播出，2018/4/22起移至三立戲劇台播出）
- 勇闖中台灣（2018/4/22起移至三立戲劇台播出）
- 2014年華劇大賞
- 2015年華劇大賞
- 超愛美小姐
- 拜託了女神（2019年3月2日起播出）
- Live Asia 超級週末現場

特別節目
- 《2016臺北最HIGH新年城》(2015/12/31)
- 《2016廣播金鐘獎》(2016/10/01)
- 《2016電視金鐘獎》(2016/10/08)
- 《2018花蓮夏戀嘉年華》(2018/7/7-2018/7/14)
- 《2018第53屆廣播金鐘獎頒獎典禮》(2018/9/30)
- 《2018第53屆電視金鐘獎星光大道暨頒獎典禮》(2018/10/6)
- 《2020台中跨年晚會》(2019/12/31)
- 《2020民主台灣．自信前行》(2020/10/9)
- 《犇向幸福！2021台中跨年夜》(2020/12/31)
- 《超級華人風雲大賞 全台龍虎鬥》(2021/2/11)
- 《屏東三大日音樂節》(2021/4/9-2021/4/11)
- 《全中運選手之夜》(2021/4/17)
- 《2022虎彩繽紛台中跨年演唱會水湳場》(2021/12/31)
- 《2023閃耀台中跨年夜水湳場》(2022/12/31)
- 《2024幸福龍來台中跨年夜水湳場》(2023/12/31)

## 外部連結
- 三立電視 官方網站（页面存档备份，存于）
- 301 三立綜合台 - 中華電信 MOD 網站 （页面存档备份，存于）